# Bet
Bet是许多闪米特字母表中的第二个字母，包括阿拉伯字母‎、亚兰字母、希伯来字母‎、腓尼基字母以及叙利亚字母。
Bet在不同的闪米特语言中都有“房子”的意思，最初来自原始西奈字母中的。
| O1 |

| O1 |

希腊字母Β、拉丁字母（现英文字母）B、西里尔字母Б与В皆源于该字母。